# روس كلارك (لاعب كرة قدم)
روس كلارك (بالإنجليزية: Ross Clark)‏ هو مدرب كرة قدم ولاعب كرة قدم بريطاني في مركز الوسط، ولد في 7 فبراير 1983 في روثرجلين ‏ في المملكة المتحدة. لعب مع نادي ألوا أثليتيك.